# Ранчо син Номбре (Пивамо)
Ранчо син Номбре (шп. Rancho sin Nombre) насеље је у Мексику у савезној држави Халиско у општини Пивамо. Насеље се налази на надморској висини од 670 м.

## Становништво
Према подацима из 2005. године у насељу су живела 2 становника.

### Хронологија
| Година       | 2000 | 2005 |
| ------------ | ---- | ---- |
| Становништво | 1    | 2    |

### Попис
| # | Индикатор                        | Вредност |
| - | -------------------------------- | -------- |
| 1 | Укупно појединачних домаћинстава | 1        |